# Etorfina
L'etorfina (Immobilon o M99) è un oppioide semisintetico come ossicodone e eroina che possiede un effetto analgesico circa 1.000-3.000 volte superiore a quella della morfina.

## Origine
È stato inizialmente preparato nel 1960 dall'oripavina, che in genere non si trae dall'estratto di papavero da oppio, ma piuttosto dal Papaver orientale e dal Papaver bracteatum. Nel 1963 è stato riprodotto da un gruppo di ricerca Macfarlan-Smith e Co. di Edimburgo, guidati dal professor Kenneth Bentley. Può anche essere prodotta dalla tebaina o dalla morfina, comunque sempre da un fenantrenico.

## Applicazioni
L'etorfina è spesso usata per immobilizzare mammiferi di grandi dimensioni, in Italia è disponibile legalmente solo per veterinari o usi ospedalieri e l'uso è rigorosamente disciplinato dalla legge D.P.R 309/90. La diprenorfina (Revivon), è un antagonista del recettore oppioide che può essere somministrato in proporzione alla quantità di etorfina usato (1,3 volte) per invertire i suoi effetti, dato che un sovradosaggio può essere fatale per l'uomo. Per questo motivo il pacchetto in dotazione ai veterinari e agli ospedali include sempre l'antidoto per l'uomo. Uno dei suoi principali vantaggi, in generale, è la sua velocità di analgesia\anestesia e, ancor più importante, la velocità con cui il Revivon o il naloxone inverte gli effetti. La combinazione di etorfina + acepromazina maleato è utilizzata recentemente come agente additivo in procedure invasive o per interventi chirurgici.
Una dose di 5–15 mg è sufficiente per immobilizzare un elefante africano e una dose di 2–4 mg è sufficiente per immobilizzare un rinoceronte nero.

## Farmacologia
L'etorfina è un agonista completo non selettivo estremamente potente dei recettori μ, δ e κ oppioidi. Ha anche un debole affinità per il recettore ORL1 nocicettina/orfanina. L'etorfina ha una LD 50 di 30 µg negli esseri umani.

## Confusione con la ketamina
Molto spesso l'etorfina con vari passaggi chimici e sostanze da taglio viene sostituita e venduta come ketamina quando in realtà sono differenti: un'overdose da ketamina, chiamata K-hole, necessita di un trattamento totalmente opposto agli oppiacei.
La ketamina è un anestetico dissociativo e mantiene il cuore a battito semi-regolare e ha effetti psichedelici molto intensi, mentre l'etorfina essendo fino a 5.000 volte più potente della morfina, quindi 2.000 volte più potente dell'eroina, non provoca allucinazioni, bensì ipnosi e sedazione immediata.
Questo rischio si pone sempre più nei consumatori di droga in siringa.